# Wilhelm von Lengerke
Wilhelm Ludwig Theodor Hermann von Lengerke (* 17. Juni 1894 auf Rittergut Salchow, Kreis Greifswald, Provinz Pommern; † 26. August 1942 in Krasnoarmeisk in der Ukraine) war ein deutscher Generalmajor  der Wehrmacht im Zweiten Weltkrieg.

## Leben
Wilhelm von Lengerke entstammte einem Osnabrücker Ratsgeschlecht, das im 18. Jahrhundert mit einzelnen Linien in den westfälischen Landadel übertrat und aus dem zahlreiche namhafte Persönlichkeiten hervorgegangen sind. Er wurde als ältester Sohn des königlichen Amtsrats und Rittergutsbesitzers Carl Abraham Friedrich Wilhelm von Lengerke (1860–1935) und dessen Ehefrau Hermine Schramm (1869–1950) geboren.
Nach dem Abitur am Pädagogium Putbus entschied er sich für eine militärische Laufbahn und trat am 1. Oktober 1913 als Fahnenjunker in die Preußische Armee ein, wo er zunächst beim Jäger-Regiment zu Pferde Nr. 6 in Erfurt Dienst verrichtete.
Am 19. März 1914 zum Fahnenjunker-Unteroffizier befördert, wurde er Ende April 1914 zur Kriegsschule Engers bei Neuwied kommandiert. Mit Ausbruch des Ersten Weltkrieges wurde er nach Erfurt zurückbeordert und als Zugführer mit dem Regiment in die Kämpfe an der Westfront geschickt. Von September 1914 an wurde die Einheit an der Ostfront eingesetzt und war im Herbst 1916 in die Stellungskämpfe um Dünaburg verwickelt. Die Stadt wurde eingenommen und von Lengerke erhielt am 4. Mai 1917 das Eiserne Kreuz 1. Klasse. Im September 1918 wurde er zum Stab der 83. Infanterie-Division, die an der Westfront eingesetzt war, beordert.
Nach dem Waffenstillstand 1918 kam er als Zugführer in seine ursprüngliche Einheit nach Erfurt zurück. 1919 in die vorläufige Reichswehr (Frühjahr 1919 bis Ende September 1919) übernommen, kam er im Oktober des Jahres im Übergangsheer zum Reichswehr-Schützen-Regiment 59. Mit der Bildung des 100.000-Mann-Heeres kam er als Eskadronoffizier zum 14. Reiter-Regiment und wurde Ende Oktober 1922 aus dem aktiven Dienst verabschiedet.
Am 1. Juli 1934 kehrte er in den Militärdienst zurück und wurde Rittmeister im 2. Eskadron des 14. Reiter-Regiments. In dieser Einheit blieb er – inzwischen Major und Chef der Stabsschwadron – bis Oktober 1937, als er zum 13. Reiter-Regiment in Lüneburg versetzt wurde und dort Chef der Radfahr-Abteilung wurde. Nach Lehrgängen an der Kriegsschule wurde er im Februar 1940 zum Kommandeur der 1. Abteilung des 1. Reiter-Regiments in Tilsit ernannt. Am 1. Juni 1940 zum Oberstleutnant befördert, kam seine Versetzung zum Stab der Deutschen Heeresmission in Rumänien zum 1. November 1940. Im September 1941 verwundet, wurde er bei der Umgliederung der Division im Dezember 1941 zum Kommandeur des Schützen-Regiments 2, das der 24. Panzer-Division unterstellt war, ernannt. Am 1. Februar 1942 zum Oberst befördert, wurde sein Regiment für die Sommeroffensive an die Ostfront verlegt, wo das XXXXVIII. Panzerkorps und die 4. Panzer-Armee den Kopf bildeten. Auf dem Vormarsch nach Stalingrad wurde er Ende August während der Kämpfe nahe Krasnoarmeisk durch ein Artilleriegeschoss so stark verwundet, dass er totz einer Notoperation verstarb.
Posthum wurde er am 2. Januar 1943 mit Wirkung vom 1. August 1942 zum Generalmajor befördert. Er wurde auf dem Heldenfriedhof  der 24. Panzer-Division nahe Stalingrad begraben.
Auf dem Waldfriedhof in Lüneburg befindet sich eine Gedenkstätte.

## Familie
Am 10. Oktober 1924 heiratete er Marianne Hardt, Tochter eines Rittergutsbesitzers. Die Ehe brachte die Töchter Marianne Carola (* 15. Februar 1926) und Ellen Elisabeth (* 10. November 1928).

## Auszeichnungen
- Eisernes Kreuz  II. und I. Klasse* Ehrenkreuz für Frontkämpfer
- Spange zum Eisernen Kreuz 1939
- 31. August 1941 Ritterkreuz des Eisernen Kreuzes